# (8508) 1991 CU1
1991 سي يو 1 (ويعرف أيضًا باسم (8508) 1991 سي يو 1 وفق تسمية الكوكب الصغير) (بالإنجليزية: 1991 CU1)‏ هو كويكب ضمن حزام الكويكبات؛ وترتيبه 8508 من حيث الاكتشاف.
اكتُشف هذا الجُرم الفلكي بواسطة هيروشي كانيدا في 14 فبراير 1991.

## وصلات خارجية
- (8508) 1991 CU1 في قاعدة بيانات مختبر الدفع النفاث لأجرام النظام الشمسي الصغيرة

- الاكتشاف · مخطط المدار ·  العناصر المدارية · المعلمات المادية

- (8508) 1991 CU1 على موقع ويكي سكاي: DSS2, SDSS, GALEX, IRAS, Hydrogen α, X-Ray, Astrophoto, Sky Map, Articles and images